# Hesso von Üsenberg
Hesso von Üsenberg († 1177) war Abt von Frienisberg und von etwa 1160 bis zu seinem Tod 1177 der erste Abt des Klosters Tennenbach.
Es wird vermutet, dass er ein Spross des edelfreien Geschlechtes derer von Rimsingen (Dietrich von Rimsingen gest. um 1052) war, welche später zu Vögten aufgestiegen waren und sich von nun an nach ihrem Sitz, Burg Üsenberg (Eisenberg), nahe der Stadt Breisach gelegen im Rhein, nannten. Dieser Abt stammte also ursprünglich vielleicht aus dem Breisgau.
Er war um 1160 mit zwölf Mönchen aus dem bernischen Kloster Frienisberg, wo er bereits seit 1146 Abt gewesen war, in den Breisgau gekommen, um hier ein neues Kloster zu gründen. Es wird vermutet, dass Hesso sein Kloster Frienisberg und seine Stellung als Abt nicht ganz freiwillig aufgegeben hat. Dem vorausgegangen waren heftige Unruhen im dortigen Konvent, wovon sich das Kloster auch nach dem Weggang der zwölf Mönche und des Abtes Hesso lange Zeit nicht erholte.
Die neuere Forschung geht sogar davon aus, dass Hesso aus dem im Breisgau ansässigen Grafengeschlecht der Nimburger stammte und ihm hier mit der Gründung Tennenbachs ein würdiges Überleben als Abt ermöglicht werden sollte. Der Vorname Hesso kam oft bei den Grafen von Nimburg vor, ebenso bei den mit ihnen verwandten Üsenbergern. Darauf stützt sich diese Vermutung, sie gilt jedoch nicht als gesichert.